# Семюи
Семюи́ (фр. Semuy) — коммуна во Франции, находится в регионе Шампань — Арденны. Департамент коммуны — Арденны. Входит в состав кантона Аттиньи. Округ коммуны — Вузье.
Код INSEE коммуны — 08411.
Коммуна расположена приблизительно в 185 км к северо-востоку от Парижа, в 65 км севернее Шалон-ан-Шампани, в 32 км к югу от Шарлевиль-Мезьера.

## Население
Население коммуны на 2008 год составляло 94 человека.
| 1962 | 1968 | 1975 | 1982 | 1990 | 1999 | 2008 |
| ---- | ---- | ---- | ---- | ---- | ---- | ---- |
| 117  | 150  | 153  | 145  | 104  | 100  | 94   |

## Экономика
В 2007 году среди 67 человек в трудоспособном возрасте (15—64 лет) 38 были экономически активными, 29 — неактивными (показатель активности — 56,7 %, в 1999 году было 56,7 %). Из 38 активных работали 30 человек (18 мужчин и 12 женщин), безработных было 8 (2 мужчин и 6 женщин). Среди 29 неактивных 4 человека были учениками или студентами, 19 — пенсионерами, 6 были неактивными по другим причинам.

## Достопримечательности
- Музей, посвящённый сражению в мае — июне 1940 года. Расположен в здании старой мельницы около канала. Здание мельницы и ферма являются памятником культурного наследия.[3]
- Церковь XII века. Исторический памятник с 1920 года.[4]

## Фотогалерея

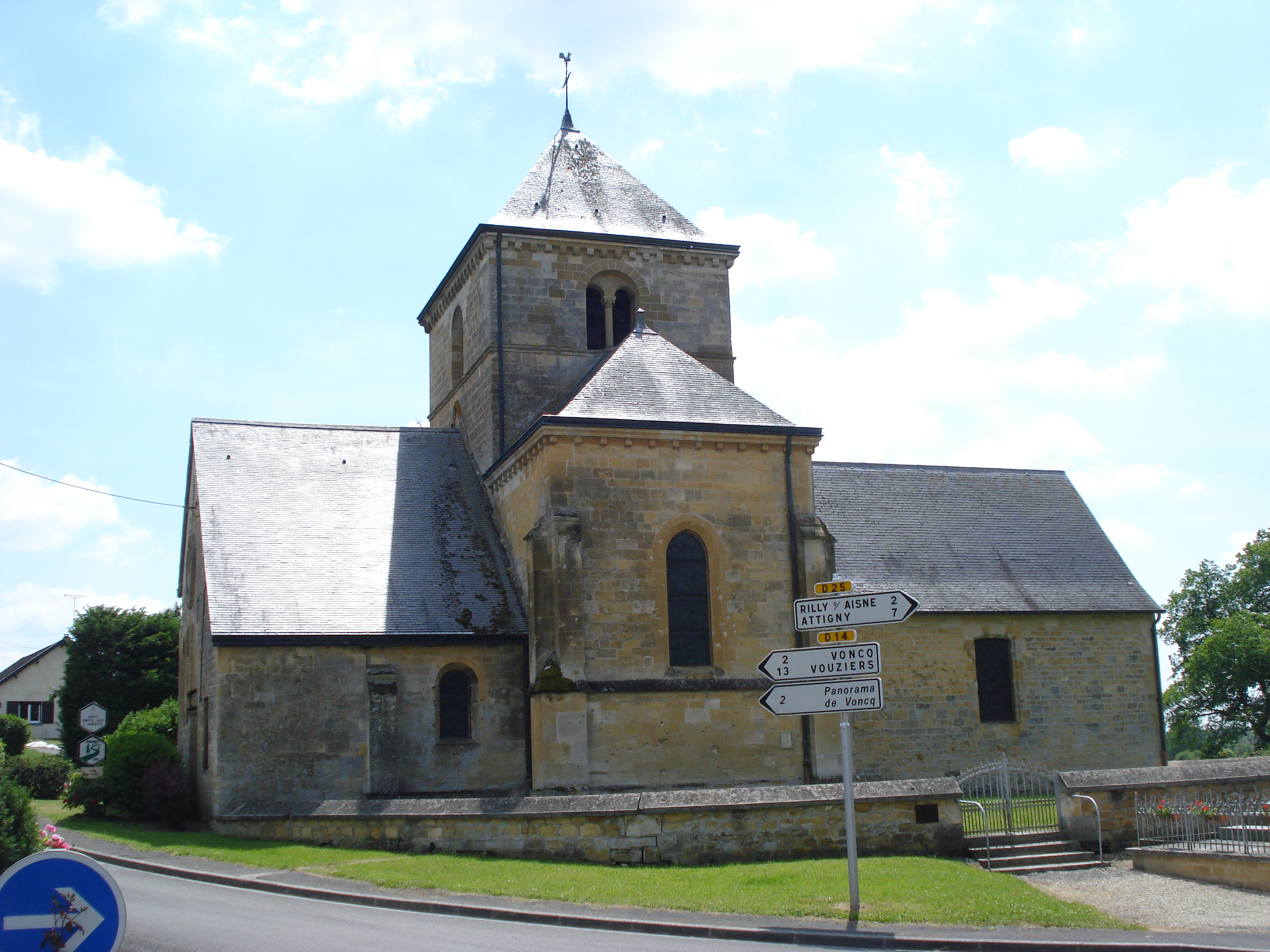
Церковь
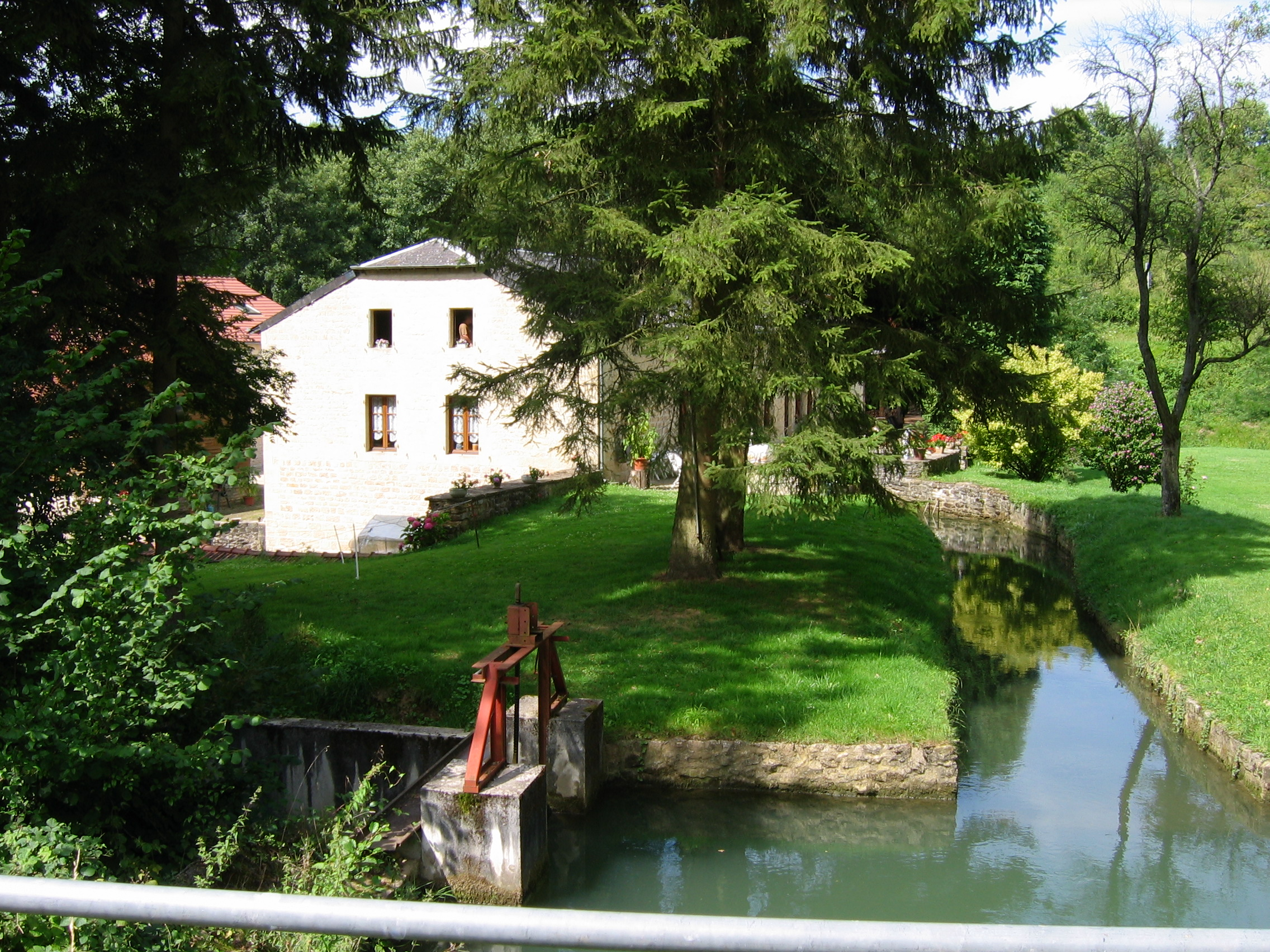
Музей
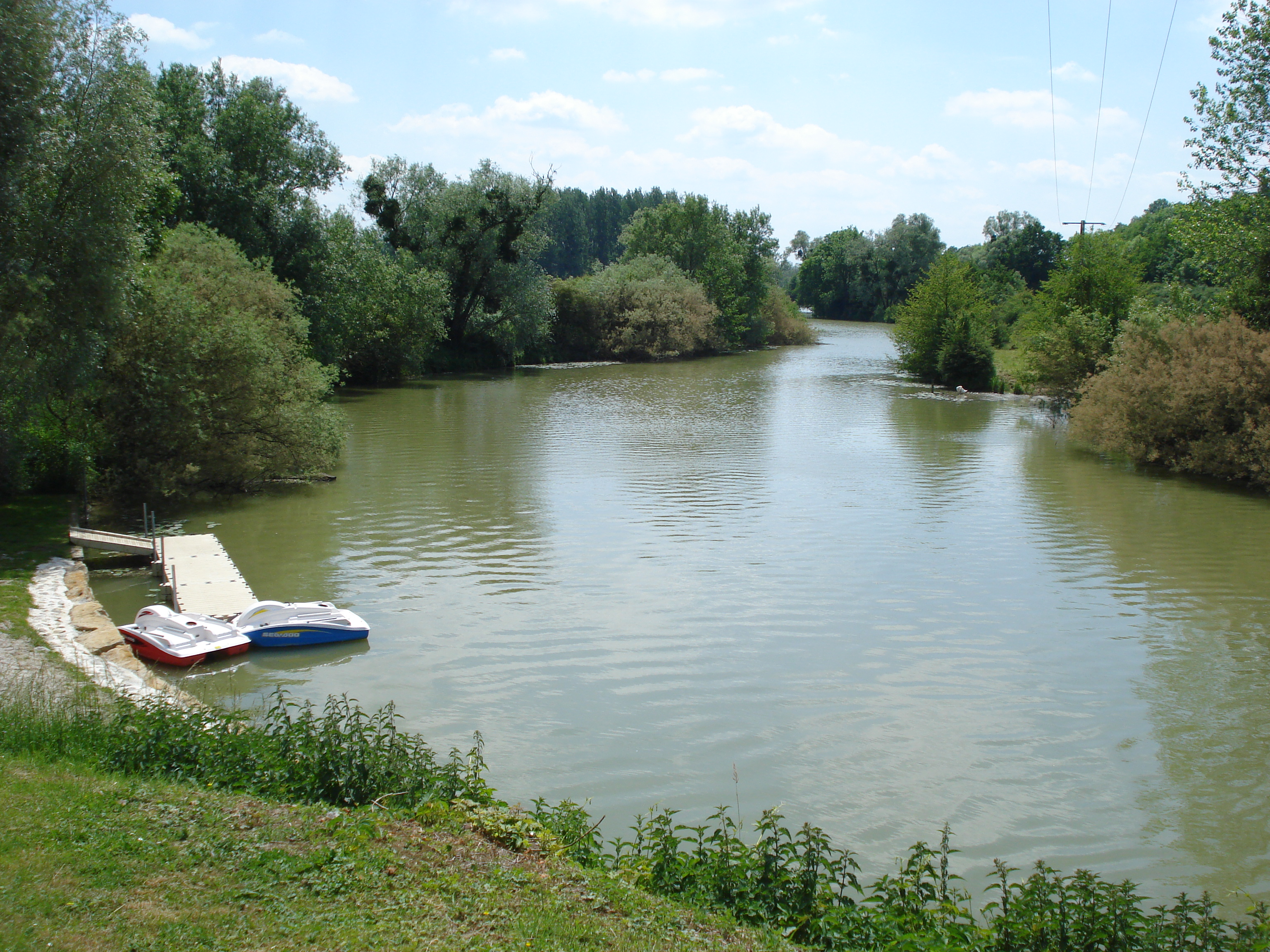
Река Эн
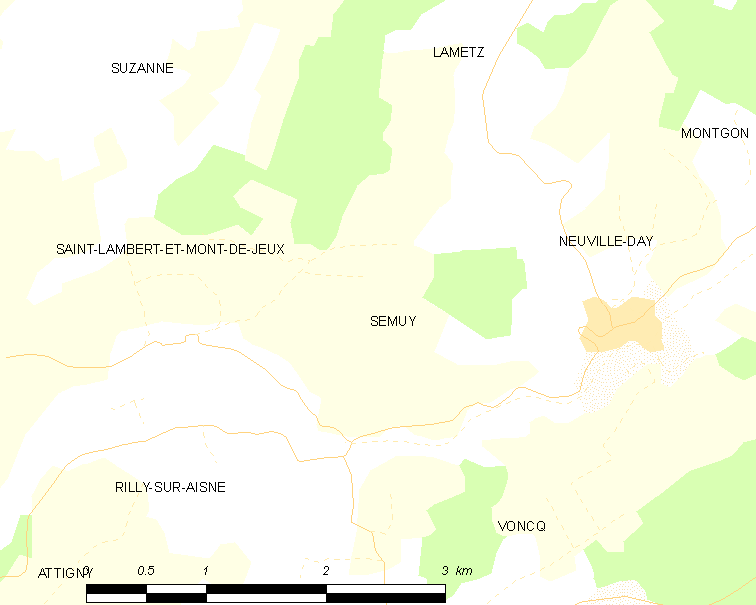
Карта коммуны